# 플레이어 (2012년 영화)
플레이어(Players)는 인도에서 제작된 압바스-마스탄 감독의 2012년 액션, 드라마, 스릴러, 범죄 영화이다. 소남 카푸르 등이 주연으로 출연하였다.

## 출연

### 주연
- 소남 카푸르
- 아비쉑 밧찬

## 같이 보기
- 하이스트 영화